# بونتي نيل ألبي
بونتي نيل ألبي (بالإيطالية: Ponte nelle Alpi)‏ هي بلدية في مقاطعة بلونة في منطقة فنيتة الإيطالية، وتقع على بعد 80 كيلومترًا (50 ميلًا) شمال مدينة البندقية و 8 كيلومترات (5 ميل) شمال شرق بلونة.